# فريدريش شميت
فريدريش شميت (بالروسية: Шмидт, Фёдор Богданович)‏ (و. 1832 – 1908 م) هو عالم نبات، وإحاثي، وجيولوجي من الإمبراطورية الروسية، وكان عضوًا في الأكاديمية الروسية للعلوم، والأكاديمية البروسية للعلوم، توفي في سانت بطرسبرغ، عن عمر يناهز 76 عاماً.

## التعليم
تعلم في جامعة تارتو.

## جوائز
حصل على جوائز منها:
- ميدالية ولاستون (1902).